# Leszek Dębski
Lechosław Dębski (ur. 1934, zm. 29 lutego 2008 w Warszawa) – polski trener piłki ręcznej kobiet.
Pełnił funkcję trenera kadry narodowej, wybitne osiągnięcia odnosił prowadząc drużynę kobiecą w warszawskim klubie Skra. Pod jego przewodnictwem drużyna ta osiągała najwyższe noty podczas mistrzostw Polski, miało to miejsce w latach 1965-1978. W latach 1975–1976 w mistrzostwach Polski w piłce ręcznej 7-osobowej kobiet Skra Warszawa zajmowała 3 miejsce, a w latach 1977-1978 miejsce 2.